# Delias harpalyce
Delias harpalyce (svenskt nylatinskt uttal /ˈdeːlias harpaˈlyːse/) är en fjärilsart som är endemisk till Australien.

## Beskrivning
Främre vingen är 42 millimeter lång på honan, och 39 millimeter på hanen. Undersidans svarta, röda och gula mönstring är nästan lika på könen. Översidan på honan är mörk. Översidan på hanen är klart vit och svart (några av bilderna i artikeln är missvisande härvidlag); i flykten är kontrasten mellan svart och vitt ett tydligt drag för identifiering. Delias harpalyce saknar könsmarkeringar på vingarna, men hanar utsöndrar troligen feromoner från androkonier utspridda över vingarnas översida. Arten är troligen osmaklig för rovdjur.

## Utbredning, systematik och evolution

### Utbredning
Delias harpalyce är endemisk för sydöstra Australien. Arten återfinns i större delen av Victoria, i östra New South Wales, i en mindre del av sydöstra Queensland, och i Australian Capital Territory, ofta i Canberra.

### Underarter
Inga underarter finns listade i Catalogue of Life.

### Besläktade arter och högre taxa
Delias harpalyce ingår i släktet Delias. Släktet Delias ingår i tribus Pierini, underfamiljen Pierinae och familjen Pieridae (vitfjärilar). Pieridae ingår i överfamiljen Papilionoidea (äkta dagfjärilar).

### Evolution
Enär de flesta arter i släktet Delias föredrager svalt klimat, antages det, att släktet Delias uppstod i svala delar av Gondwana, möjligen nuvarande Antarktis.

## Ekologi och levnadssätt

### Biotop och habitat
Fullvuxna flyger ofta högt, över 3 meter, men syns stundom nära marken. Hanar samlas ofta på kullars topp.
Delias harpalyce föredrager svalt soligt väder; vid hetta samlas de i svala, dävna dälder och kjusor. Heta sommarsäsonger inverkar menligt på de tidiga utvecklingsstadierna, och heta somrar åtföljs av låga populationstal hos de utbildade fjärilarna.

### Föda
Delias harpalyce lever på nektar.

### Fortplantning och larvers föda
Äggen läggs på arter i växtsläktena Amyema och Muellerina, som är mistlar i familjen Loranthaceae.
Larverna lever på dessa arters blad. Larverna äter i grupper om mer än 50 individer. Före förpuppningen gör laver tillsammans ett näste av silke, som hopbinder löv och kvistar på värdträdet, och de blänkande svarta pupporna är inne i nästet. Tomma pupphöljen är gulbruna.

## Nomenklatur‑ och forskningshistoria
Arten beskrevs först av Edward Donovan 1805 som Papilio Harpalyce.

## Artnamnets etymologi och trivialnamn

### Vetenskapligaartnamnetsetymologi
Släktnamnet Delias etymologi förklarades ej av dess skapare Jacob Hübner. Harpalyke är två gestalter i grekisk mytologi.

### Trivialnamn
Engelska trivialnamnet är imperial white.

## Status och hot
Delias harpalyce är inte nämnd som sårbar eller hotad i en översikt publicerad av Victorias regering. Ett möjligt hot mot arten är förlust av habitat med födoväxterna i släktena Amyema och Muellerina.

## Bildgalleri

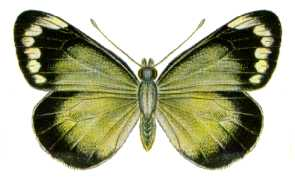
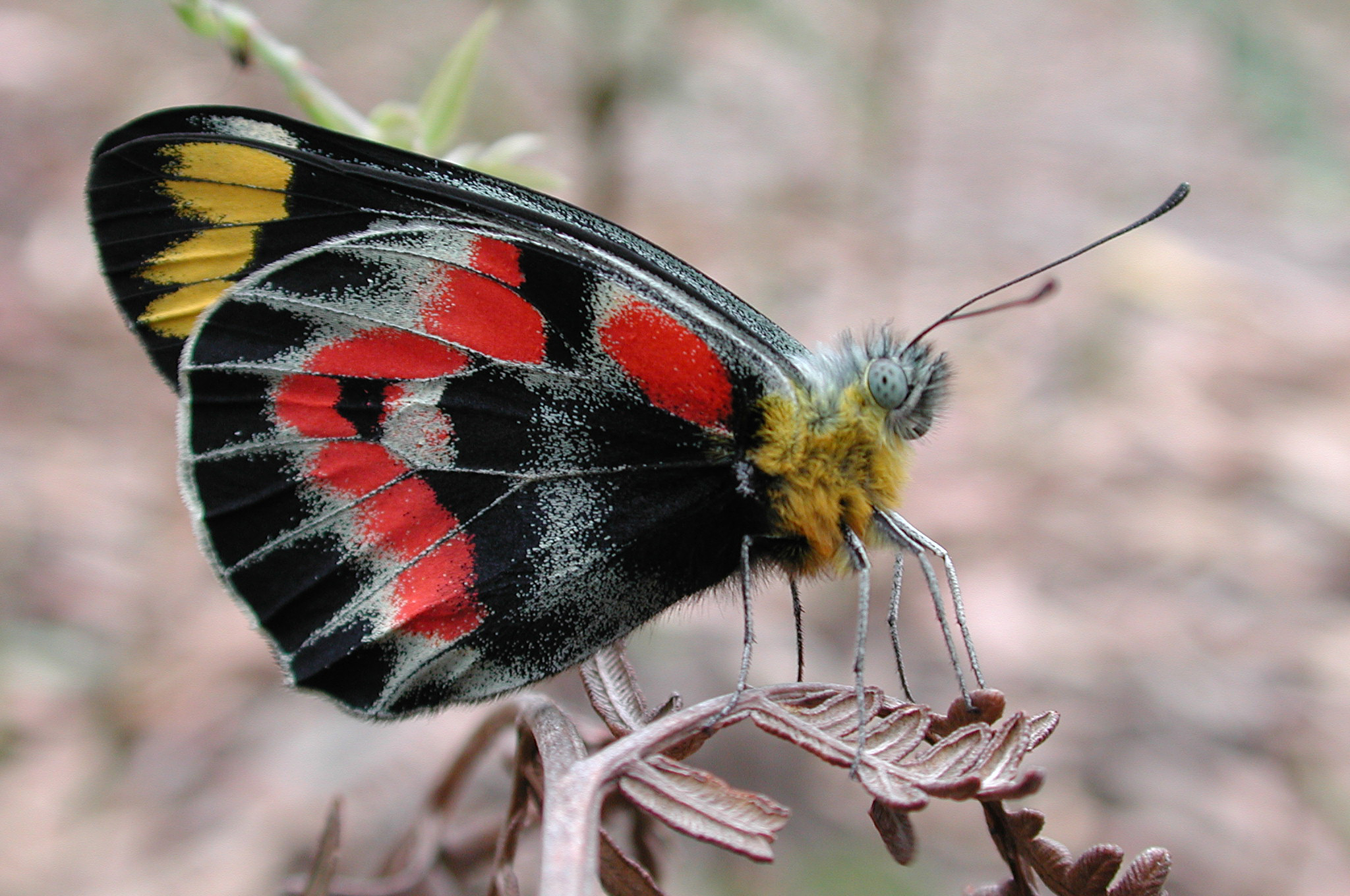
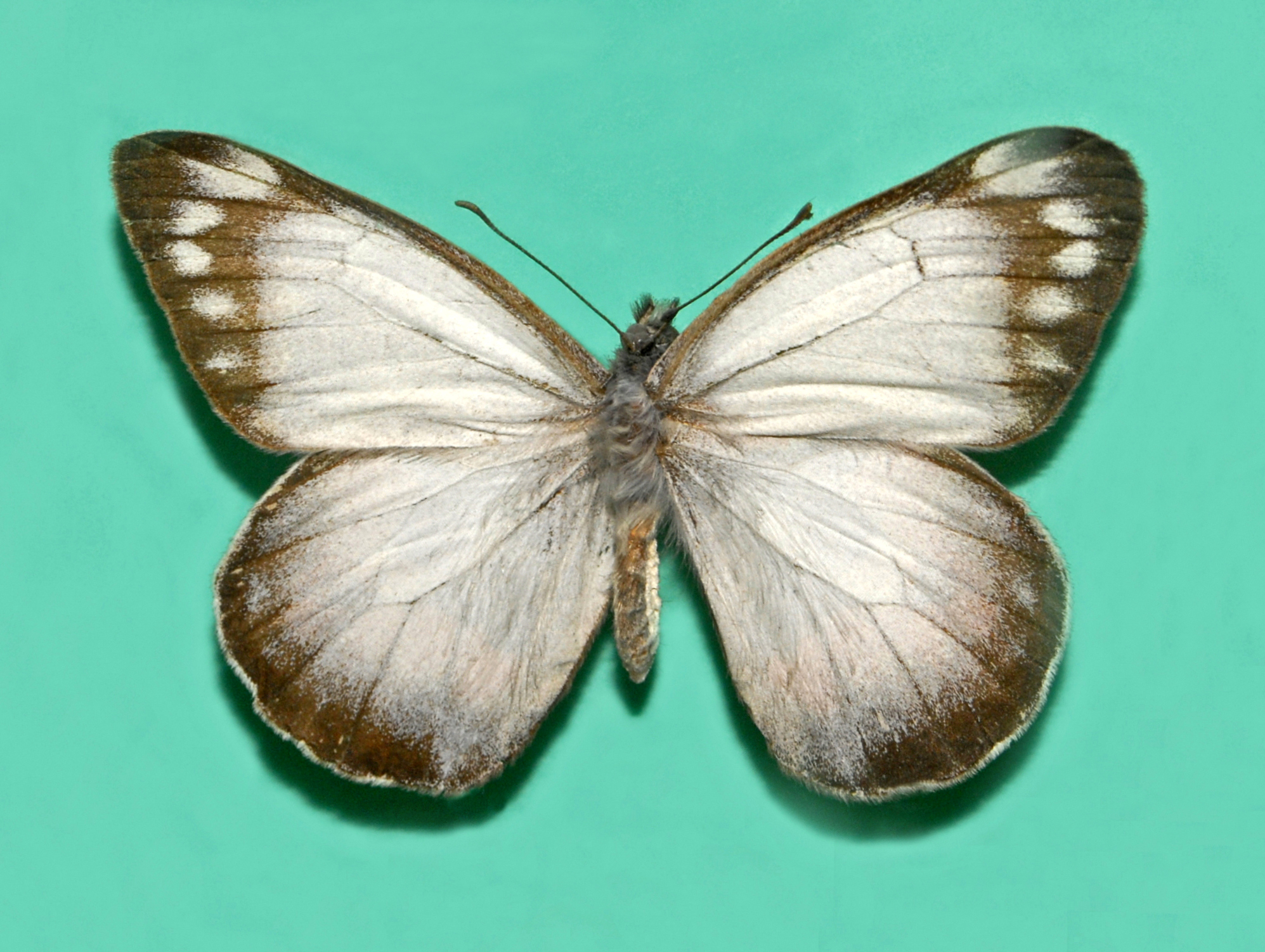
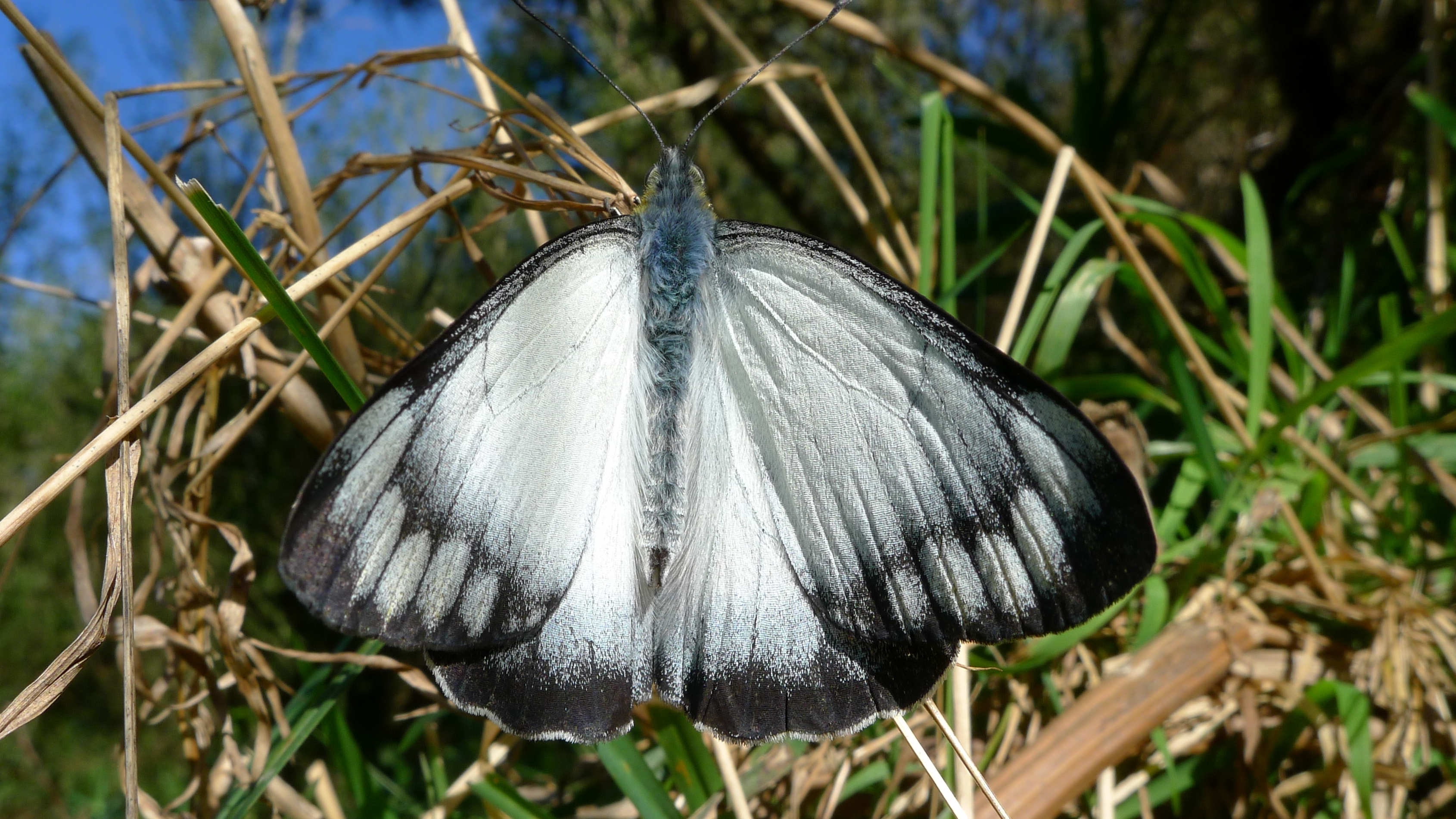

## Amnärkningar
1. ↑  Ett möjligt latinskt uttal vore IPA [ˈdeːlias harpaˈlyːke]
2. ↑  Artepitet kunde förut skrivas med stor bokstav.